# Сент-Ісідор (парафія, Нью-Брансвік)
Сент-Ісідор (англ. Saint-Isidore) — парафія в Канаді, у провінції Нью-Брансвік, у складі графства Глостер.

## Населення
За даними перепису 2016 року, парафія нараховувала 1361 особу, показавши скорочення на 0,5%, порівняно з 2011-м роком. Середня густина населення становила 7,9 осіб/км².
З офіційних мов обидвома одночасно володіли 480 жителів, тільки англійською — 5, тільки французькою — 880.
Працездатне населення становило 58,8% усього населення, рівень безробіття — 25,9% (31,6% серед чоловіків та 16,9% серед жінок). 93% осіб були найманими працівниками, а 5,6% — самозайнятими.
Середній дохід на особу становив $30 743 (медіана $22 432), при цьому для чоловіків — $37 683, а для жінок $22 822 (медіани — $29 056 та $19 136 відповідно).
24,8% мешканців мали закінчену шкільну освіту, не мали закінченої шкільної освіти — 38,4%, 37,2% мали післяшкільну освіту, з яких 13,3% мали диплом бакалавра, або вищий.
| Статево-вікова структура населення | Статево-вікова структура населення | Статево-вікова структура населення | Статево-вікова структура населення | Статево-вікова структура населення |
| ---------------------------------- | ---------------------------------- | ---------------------------------- | ---------------------------------- | ---------------------------------- |
|                                    |                                    |                                    |                                    |                                    |
| Всього                             | Всього                             | 52,2%47,8%                         |                                    |                                    |
| 0 — 14 років                       | 0 — 14 років                       |                                    | 12,5%                              | 12,5%                              |
| 15 — 64 років                      | 15 — 64 років                      |                                    | 70,2%                              | 70,2%                              |
| 65 і більше                        | 65 і більше                        |                                    | 17,3%                              | 17,3%                              |
| 85 і більше                        | 85 і більше                        |                                    | 1,8%                               | 1,8%                               |
| Середній вік (років)               | Середній вік (років)               | 44,544,9                           | 44,7                               | 44,7                               |
| Медіана (років)                    | Медіана (років)                    | 48,347,8                           | 48,1                               | 48,1                               |
| — чоловіки — жінки                 |                                    |                                    |                                    |                                    |

| Походження мешканців:     | Походження мешканців:     | Походження мешканців: | Походження мешканців: | Походження мешканців: |
| ------------------------- | ------------------------- | --------------------- | --------------------- | --------------------- |
| Походження                |                           |                       | осіб                  | %                     |
| Корінні американці        | Корінні американці        |                       | 70                    | 5.15%                 |
| Інше північноамериканське | Інше північноамериканське |                       | 1 200                 | 88.24%                |
| Європейське               | Європейське               |                       | 450                   | 33.09%                |
| британське                | британське                |                       | 65                    | 4.78%                 |
| французьке                | французьке                |                       | 400                   | 29.41%                |

| Зайнятість населення за галузями (за класифікацією NOC): | Зайнятість населення за галузями (за класифікацією NOC): | Зайнятість населення за галузями (за класифікацією NOC): | Зайнятість населення за галузями (за класифікацією NOC): | Зайнятість населення за галузями (за класифікацією NOC): |
| -------------------------------------------------------- | -------------------------------------------------------- | -------------------------------------------------------- | -------------------------------------------------------- | -------------------------------------------------------- |
|                                                          |                                                          |                                                          |                                                          |                                                          |
| Управління                                               | Управління                                               |                                                          | 4,3%                                                     | 4,3%                                                     |
| Бізнес, фінанси та адміністрування                       | Бізнес, фінанси та адміністрування                       |                                                          | 7,8%                                                     | 7,8%                                                     |
| Природничі та прикладні науки                            | Природничі та прикладні науки                            |                                                          | 2,1%                                                     | 2,1%                                                     |
| Охорона здоров'я                                         | Охорона здоров'я                                         |                                                          | 6,4%                                                     | 6,4%                                                     |
| Освіта, правозахист, муніципальні та урядові служби      | Освіта, правозахист, муніципальні та урядові служби      |                                                          | 6,4%                                                     | 6,4%                                                     |
| Мистецтво, культура, відпочинок та спорт                 | Мистецтво, культура, відпочинок та спорт                 |                                                          | 2,1%                                                     | 2,1%                                                     |
| Роздрібна торгівля та послуги                            | Роздрібна торгівля та послуги                            |                                                          | 24,1%                                                    | 24,1%                                                    |
| Гуртова торгівля, транспорт та обладнання                | Гуртова торгівля, транспорт та обладнання                |                                                          | 31,9%                                                    | 31,9%                                                    |
| Природні ресурси, сільське господарство                  | Природні ресурси, сільське господарство                  |                                                          | 1,4%                                                     | 1,4%                                                     |
| Виробництво                                              | Виробництво                                              |                                                          | 12,8%                                                    | 12,8%                                                    |

## Клімат
Середня річна температура становить 4,3°C, середня максимальна – 22°C, а середня мінімальна – -16,6°C. Середня річна кількість опадів – 1 113 мм.
| Клімат поселення                              | Клімат поселення | Клімат поселення | Клімат поселення | Клімат поселення | Клімат поселення | Клімат поселення | Клімат поселення | Клімат поселення | Клімат поселення | Клімат поселення | Клімат поселення | Клімат поселення | Клімат поселення |
| Показник                                      | Січ.             | Лют.             | Бер.             | Квіт.            | Трав.            | Черв.            | Лип.             | Серп.            | Вер.             | Жовт.            | Лист.            | Груд.            |                  |
| Середній максимум, °C                         | −4,34            | −3,3             | 1,94             | 7,95             | 15,01            | 20,68            | 22,01            | 21,37            | 16,25            | 10,34            | 4,43             | −2,9             |                  |
| Середня температура, °C                       | −10,44           | −9,39            | −4,16            | 1,86             | 8,90             | 14,58            | 18,38            | 17,74            | 12,62            | 6,72             | 0,80             | −6,52            |                  |
| Середній мінімум, °C                          | −16,55           | −15,49           | −10,26           | −4,25            | 2,80             | 8,48             | 14,76            | 14,12            | 9,00             | 3,09             | −2,83            | −10,15           |                  |
| Норма опадів, мм                              | 97               | 74               | 94               | 83               | 92               | 80               | 94               | 97               | 79               | 106              | 104              | 113              |                  |
| Середньомісячна швидкість вітру, м/с          | 4.34             | 4.18             | 4.20             | 4.01             | 3.68             | 3.30             | 2.98             | 3.00             | 3.26             | 3.74             | 3.98             | 4.31             |                  |
| Середньомісячна сонячна радіація, кДж/м²·день | 5011             | 8491             | 12368            | 15504            | 18318            | 20254            | 19755            | 17268            | 12711            | 7844             | 4616             | 3725             |                  |
| --------------------------------------------- | ---------------- | ---------------- | ---------------- | ---------------- | ---------------- | ---------------- | ---------------- | ---------------- | ---------------- | ---------------- | ---------------- | ---------------- | ---------------- |
| Джерело:                                      |                  |                  |                  |                  |                  |                  |                  |                  |                  |                  |                  |                  |                  |